# Lijst van afleveringen van Empty Nest
Dit is een lijst met afleveringen van de Amerikaanse televisieserie Empty Nest. De serie telt 7 seizoenen. Een overzicht van alle afleveringen is hieronder te vinden.

## Seizoen 1
| #  | Titel Aflevering            | Uitzenddatum VS  |
| -- | --------------------------- | ---------------- |
| 1  | Pilot                       | 8 oktober 1988   |
| 2  | The Check Isn't in the Mail | 22 oktober 1988  |
| 3  | Barbara Gets Shot           | 29 oktober 1988  |
| 4  | Fatal Attraction            | 5 november 1988  |
| 5  | Father of the Bride         | 12 november 1988 |
| 6  | Harry's Vacation            | 19 november 1988 |
| 7  | Tinker to Evers to Tucson   | 26 november 1988 |
| 8  | What's a Father to Do?      | 3 december 1988  |
| 9  | Harry's Friend              | 10 december 1988 |
| 10 | Libby's Gift                | 17 december 1988 |
| 11 | The First Time - Again      | 7 januari 1989   |
| 12 | Full Nest                   | 14 januari 1989  |
| 13 | Tears of a Clown            | 21 januari 1989  |
| 14 | Here's a Howdy-Do           | 28 januari 1989  |
| 15 | Strange Bedfellows          | 4 februari 1989  |
| 16 | Blame It on the Moon        | 11 februari 1989 |
| 17 | Dumped                      | 18 februari 1989 |
| 18 | The More Things Change...   | 25 februari 1989 |
| 19 | Man of the Year             | 4 maart 1989     |
| 20 | My Sister, My Friend        | 11 maart 1989    |
| 21 | A Life in the Day           | 18 maart 1989    |
| 22 | Cyrano de Weston            | 18 maart 1989    |

## Seizoen 2
| #  | Titel Aflevering                             | Uitzenddatum VS   |
| -- | -------------------------------------------- | ----------------- |
| 1  | Settling                                     | 2 september 1989  |
| 2  | On the Interpretation of Dreams              | 2 september 1989  |
| 3  | Just You and My Kid                          | 16 september 1989 |
| 4  | Rambo of Neiman Marcus                       | 23 september 1989 |
| 5  | Harry Snubs Laverne                          | 30 september 1989 |
| 6  | Between a Cop and a Hard Place               | 17 oktober 1989   |
| 7  | You Are 16 Going on 17 and I'm Not           | 21 oktober 1989   |
| 8  | The R.N. Who Came to Dinner                  | 6 november 1989   |
| 9  | Green Eggs and Harry                         | 18 november 1989  |
| 10 | Overdue for a Job                            | 2 december 1989   |
| 11 | A Christmas Story                            | 16 december 1989  |
| 12 | Timing                                       | 16 december 1989  |
| 13 | M.D., P.O.V.                                 | 23 december 1989  |
| 14 | Change of Heart                              | 23 december 1989  |
| 15 | Harry's Choice                               | 6 januari 1990    |
| 16 | Complainin' in the Rain                      | 20 januari 1990   |
| 17 | Everything but Love                          | 27 januari 1990   |
| 18 | It Happened Two Nights, Four Costume Changes | 3 februari 1990   |
| 19 | Love Is Blind                                | 17 februari 1990  |
| 20 | Goodbye, Mr. Dietz                           | 24 februari 1990  |
| 21 | Lessons                                      | 3 maart 1990      |
| 22 | Take My Mom, Please                          | 24 maart 1990     |
| 23 | Did You Ever See a Dream Dying?              | 31 maart 1990     |
| 24 | Still Growing After All These Years          | 28 april 1990     |

## Seizoen 3
| #  | Titel Aflevering               | Uitzenddatum VS   |
| -- | ------------------------------ | ----------------- |
| 1  | A Flaw Is Born                 | 22 september 1990 |
| 2  | Harry's Excellent Adventure    | 29 september 1990 |
| 3  | There's No Accounting          | 6 oktober 1990    |
| 4  | Barbara the Mom                | 13 oktober 1990   |
| 5  | The Tortoise & the Harry       | 20 oktober 1990   |
| 6  | Mad About the Boy              | 27 oktober 1990   |
| 7  | Honey, I Shrunk Laverne        | 3 november 1990   |
| 8  | The Boy Next Door              | 10 november 1990  |
| 9  | A Family Affair                | 17 november 1990  |
| 10 | Someone to Watch Over Me       | 24 november 1990  |
| 11 | Harry Knows Best               | 8 december 1990   |
| 12 | Whenever I Feel Afraid         | 15 december 1990  |
| 13 | A Shot in the Dark             | 5 januari 1991    |
| 14 | Sucking Up Is Hard to Do       | 19 januari 1991   |
| 15 | The Man That Got Away          | 26 januari 1991   |
| 16 | The Mentor                     | 2 februari 1991   |
| 17 | The Dog Who Knew Too Much      | 9 februari 1991   |
| 18 | Guess Who's Coming to Dinner?  | 16 februari 1991  |
| 19 | All About Harry                | 9 maart 1991      |
| 20 | Drive, He Said                 | 16 maart 1991     |
| 21 | The Last Temptation of Laverne | 23 maart 1991     |
| 22 | What's Eating You?             | 13 april 1991     |
| 23 | The Cruise                     | 4 mei 1991        |
| 24 | The Way We Are                 | 11 mei 1991       |

## Seizoen 4
| #  | Titel Aflevering                                 | Uitzenddatum VS   |
| -- | ------------------------------------------------ | ----------------- |
| 1  | 50 Million Men and a Baby                        | 21 september 1991 |
| 2  | Almost Like Being in Love                        | 28 september 1991 |
| 3  | Her Cheatin' Heart                               | 5 oktober 1991    |
| 4  | Food for Thought                                 | 12 oktober 1991   |
| 5  | Harry's Got a Gun                                | 19 oktober 1991   |
| 6  | The Dreyfuss Affair                              | 26 oktober 1991   |
| 7  | Country Weston                                   | 2 november 1991   |
| 8  | Windy                                            | 9 november 1991   |
| 9  | Talk, Talk, Talk                                 | 16 november 1991  |
| 10 | Lonely Are the Brave                             | 23 november 1991  |
| 11 | If You Knew Andy Like I Know...                  | 7 december 1991   |
| 12 | My Nurse Is Back and There's Gonna Be Trouble... | 14 december 1991  |
| 13 | The Son of a Preacherman                         | 4 januari 1992    |
| 14 | Ex-Appeal                                        | 11 januari 1992   |
| 15 | The Great Escape                                 | 18 januari 1992   |
| 16 | The Mismatchmaker                                | 1 februari 1992   |
| 17 | The Return of Aunt Susan                         | 8 februari 1992   |
| 18 | The Unimportance of Being Charley                | 15 februari 1992  |
| 19 | Sayonara                                         | 22 februari 1992  |
| 20 | Dr. Weston and Mr. Hyde                          | 29 februari 1992  |
| 21 | Charley for President                            | 14 maart 1992     |
| 22 | Good Neighbor Harry                              | 28 maart 1992     |
| 23 | Final Analysis                                   | 25 april 1992     |
| 24 | Roots                                            | 2 mei 1992        |

## Seizoen 5
| #  | Titel Aflevering              | Uitzenddatum VS   |
| -- | ----------------------------- | ----------------- |
| 1  | Why Do Fools Fall in Love?    | 19 september 1992 |
| 2  | Take My Garage, Please        | 26 september 1992 |
| 3  | R.N. on the Rebound           | 3 oktober 1992    |
| 4  | ...Or Forever Hold Your Peace | 10 oktober 1992   |
| 5  | The Boomerang Affair          | 17 oktober 1992   |
| 6  | Cruel and Unusual Punishment  | 24 oktober 1992   |
| 7  | It's Not Easy Being Green     | 31 oktober 1992   |
| 8  | Dirty Harry                   | 7 november 1992   |
| 9  | Timing Is Everything          | 14 november 1992  |
| 10 | Thanksgiving at the Westons   | 21 november 1992  |
| 11 | The Body Beautiful            | 5 december 1992   |
| 12 | Overboard                     | 12 december 1992  |
| 13 | Emily                         | 2 januari 1993    |
| 14 | The Sting                     | 9 januari 1993    |
| 15 | The Fracas in Vegas           | 23 januari 1993   |
| 16 | Pardon My Flashback           | 30 januari 1993   |
| 17 | Dog Day Afternoon             | 6 februari 1993   |
| 18 | More to Love                  | 13 februari 1993  |
| 19 | My Dad, My Doctor             | 20 februari 1993  |
| 20 | Love and Marriage             | 27 februari 1993  |
| 21 | The All-American Boy - Not!   | 20 maart 1993     |
| 22 | Two for the Road              | 10 april 1993     |
| 23 | Aunt Verne Knows Best         | 1 mei 1993        |
| 24 | My Mother, My Self            | 8 mei 1993        |
| 25 | Charley to the Rescue         | 15 mei 1993       |
| 26 | Surprise! Surprise!           | 22 mei 1993       |

## Seizoen 6
| #  | Titel Aflevering                     | Uitzenddatum VS   |
| -- | ------------------------------------ | ----------------- |
| 1  | When the Rooster Dies                | 25 september 1993 |
| 2  | Bye-Bye, Baby... Hello: Part 1       | 2 oktober 1993    |
| 3  | Bye-Bye, Baby... Hello: Part 2       | 9 oktober 1993    |
| 4  | Mama Todd, the Sequel                | 16 oktober 1993   |
| 5  | Mom's the Word                       | 23 oktober 1993   |
| 6  | Diary of a Mad Housewife             | 30 oktober 1993   |
| 7  | Mother Dearest                       | 6 november 1993   |
| 8  | No Volunteers, Please                | 13 november 1993  |
| 9  | Das Boob                             | 20 november 1993  |
| 10 | The Girl Who Cried Baby              | 27 november 1993  |
| 11 | Superbaby                            | 11 december 1993  |
| 12 | Read All About It                    | 18 december 1993  |
| 13 | Love a la Mode                       | 8 januari 1994    |
| 14 | What's a Mother to Do?               | 15 januari 1994   |
| 15 | Gesundeit                            | 22 januari 1994   |
| 16 | Under the Gun                        | 29 januari 1994   |
| 17 | Brotherly Shove                      | 5 februari 1994   |
| 18 | The Ballad of Shady Pines            | 12 februari 1994  |
| 19 | Hog Heaven                           | 5 maart 1994      |
| 20 | Charley's Millions                   | 8 maart 1994      |
| 21 | Half That Jazz                       | 5 april 1994      |
| 22 | The Devil and Dr. Weston             | 9 april 1994      |
| 23 | A Foreign Affair                     | 16 april 1994     |
| 24 | Lordy, Lordy, Landlordy              | 23 april 1994     |
| 25 | Best Friends                         | 21 mei 1994       |
| 26 | Absence Makes the Nurse Grow Weirder | 21 mei 1994       |

## Seizoen 7
| #  | Titel Aflevering                        | Uitzenddatum VS   |
| -- | --------------------------------------- | ----------------- |
| 1  | Let's Give Them Something to Talk About | 24 september 1994 |
| 2  | Mrs. Clinton Comes to Town              | 24 september 1994 |
| 3  | Just for Laughs                         | 1 oktober 1994    |
| 4  | A Chip Off the Old Charley              | 8 oktober 1994    |
| 5  | The Woman Who Came to Dither            | 15 oktober 1994   |
| 6  | Carol Gets a Raise                      | 22 oktober 1994   |
| 7  | The Courtship of Carol's Father         | 3 december 1994   |
| 8  | The Tinker Grant                        | 3 december 1994   |
| 9  | Would You Believe...                    | 17 december 1994  |
| 10 | Partly Cloudy with a Chance of Pain     | 17 december 1994  |
| 11 | Single White Male                       | 7 januari 1995    |
| 12 | Dear Aunt Martha                        | 14 januari 1995   |
| 13 | Goodbye Charley                         | 21 januari 1995   |
| 14 | Family Practice                         | 28 januari 1995   |
| 15 | Grandma, What Big Eyes You Have         | 4 februari 1995   |
| 16 | Feelings, Whoa Whoa Whoa, Feelings...   | 25 februari 1995  |
| 17 | And Kevin Makes Three                   | 4 maart 1995      |
| 18 | Harry Weston: Man's Best Friend         | 18 maart 1995     |
| 19 | The Ex-Files                            | 18 maart 1995     |
| 20 | Stand by Your Man                       | 25 maart 1995     |
| 21 | Life Goes On: Part 1                    | 29 april 1995     |
| 22 | Life Goes On: Part 2                    | 29 april 1995     |
| 23 | My Pal Valy-Val                         | 10 juni 1995      |
| 24 | Remembrance of Clips Past               | 17 juni 1995      |